# Causa probable (Estados Unidos)
En el derecho criminal de los Estados Unidos, causa probable se refiere a un estándar por el cual la policía puede realizar un arresto, realizar una pesquisa a la persona o a la propiedad de la persona u obtener una orden judicial para ello. Es también utilizada para referirse al estándar por el cual un gran jurado puede creer que se ha cometido un crimen. Este término proviene de la Cuarta Enmienda a la Constitución de los Estados Unidos:

El derecho de los habitantes de que sus personas, domicilios, papeles y efectos se hallen a salvo de pesquisas y aprehensiones arbitrarias, será inviolable, y no se expedirán al efecto órdenes judiciales, sino solamente sobre una causa probable que esté corroborado mediante juramento o una afirmación y describan con particularidad el lugar que deba ser registrado y las personas o cosas que han de ser detenidas o embargadas.
Cuarta Enmienda a la Constitución de los Estados Unidos.

## Definición
La definición más común y conocida sería «una creencia razonable de que un crimen se ha cometido» y de que una determinada persona está ligada a ese crimen, con el mismo grado de certeza. Una definición alternativa ha sido propuesta: «razón para creer que un daño ha sido cometido por una causa criminal», lo cual se cree que resulta generar una mayor protección a los derechos individuales de la persona, como fue la intención de los autores de la Bill of Rights.
En el contexto de órdenes judiciales, el Oxford Companion to American Law define causa probable como la «información suficiente para adquirir una orden judicial mediante la cual una persona prudente llegaría a creer que un determinado individuo ha cometido un crimen o que evidencias del crimen o del contrabando serían encontradas mediante una pesquisa (bajo una orden judicial)». Una causa probable es un estándar de mayor grado de evidencia comparado con una sospecha razonable, pero más débil de lo requerido para asegurar una condena criminal. Incluso una «prueba de oídas» (hearsay), si es proveída por una fuente confiable o es respaldada por otras evidencias.

## Investigaciones accidentales
El término de investigación accidental es utilizado para describir las conclusiones de un cuerpo de investigaciones como un factor o factores que causaron el accidente. Esto es usualmente visto en reportajes sobre accidentes de aviones, pero el término es utilizado para la conclusión de diversos accidentes de transportes investigados en los Estados Unidos por la National Transportation Safety Board o su predecesora, la Civil Aeronautics Board.

## Casos relacionados
El fallo de la Corte Suprema en el caso Illinois v. Gates (1983) bajó los requisitos respecto de la causa probable, al fallar que una «posibilidad substancial» o «justa probabilidad» de actividades criminales podría establecer causa razonable. Una posibilidad «mejor que posible» no es requerida.